# Komitat

Podział Węgier na komitaty w 1886

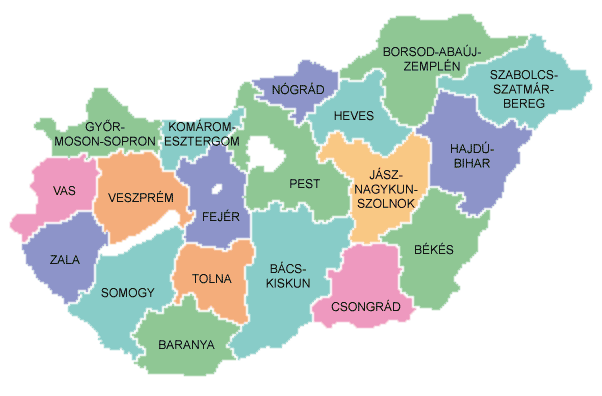
Dzisiejsze komitaty Węgier

Komitat (z łac. commitatus; węg. vármegye, chorw. županija, słow. župa) – jednostka administracyjna pierwszego rzędu w podziale administracyjnym Węgier, odpowiadająca polskiemu województwu.
Podział terytorium Królestwa Węgier na komitaty zaczął się kształtować około X–XI wieku. Początkowo komitat był jednostką administracji centralnej (królewskiej). W czasach późnego średniowiecza, po osłabnięciu władzy królewskiej, komitat stał się jednostką administracji samorządowej (samorządu szlacheckiego). W 1914 r. Królestwo Węgier podzielone było na 64 komitaty.
Obecnie Węgry podzielone są na 19 komitatów i 24 miasta na prawach komitatów.